# 横浜いれぶん
「横浜いれぶん」（よこはまいれぶん）は、1978年2月25日に発売された木之内みどりの11枚目のシングル。

## 解説
5枚目のシングル「学生通り」から10枚目の前作「走れ風のように」まで、6作つづいた松本隆作詞による「清純路線」から打って変わった本作は、スマッシュ・ヒットとなった。「オリコンチャート最高位28位」は、すでに引退している木之内のライフタイム・ベストセールスである。それと同時に本作は、発売当時の「年間ベスト50」にランキングされていないが、この時代を連想させる一曲となっている。
本作と「無鉄砲」、そしてラストシングルとなった「一匹狼 (ローン・ウルフ)」の3曲は、いわゆる「がらっぱち三部作」と呼ばれる。これら3曲はいずれも、1987年発売の木之内みどり初のベストCD以来、頻繁にCD化・デジタル音源化されており、現在も比較的容易に聴くことができる。

## 収録曲
- 両楽曲共に、作詞：東海林良／作曲：大野克夫／編曲：船山基紀

1. 横浜いれぶん（3分3秒）
2. 悪魔になれない（3分53秒）

## 収録CD
- 木之内みどり/プレイバック・シリーズ（1987年11月21日） - 「横浜いれぶん」
- 木之内みどり（1989年8月21日） - 「横浜いれぶん」
- 音故知新 / 懐かしいのに新しい（1989年12月21日） - 「横浜いれぶん」
- お元気ですか? 木之内みどりwith Love（1990年11月21日） - 「横浜いれぶん」
- 横浜いれぶん』（オリジナルアルバムのCD復刻）、1990年11月21日） - 「横浜いれぶん」「悪魔になれない」
- ゲームCD イントロあてクイズ Vol.2 〜懐かしのアイドル集〜（1996年3月21日） - 「横浜いれぶん」
- ポップスの宝庫（1996年11月21日） - 「横浜いれぶん」
- (ぽ) 1970（1999年7月23日） - 「横浜いれぶん」
- 青春歌年鑑'78（2000年11月22日） - 「横浜いれぶん」
- MYこれ!クション 木之内みどり BEST（2001年10月17日） - 「横浜いれぶん」
- Myこれ!クション カタログ VOL.1（2002年9月19日） - 「横浜いれぶん」
- 株式会社 NAVレコード ヒストリー2（2003年7月16日） - 「横浜いれぶん」「悪魔になれない」
- 大野克夫デモテープ集 幻のメロディー（2003年12月21日） - 「横浜いれぶん」
- ハーバーライト 〜横浜BEST〜（2004年1月21日） - 「横浜いれぶん」
- 横浜幻想（ヨコハマ・ファンタジー）（2004年1月28日） - 「横浜いれぶん」
- ぼくらのベスト アルバム復刻シリーズ 木之内みどり 2（2004年5月19日） - 「横浜いれぶん」「悪魔になれない」
- 音盤社史2 〜ポニーキャニオン40周年・うちの息子と同い歳〜 アイドル・歌謡曲・キッズ編（2006年10月1日） - 「横浜いれぶん」
- 「木之内みどり」SINGLESコンプリート（2007年7月18日） - 「横浜いれぶん」「悪魔になれない」
- 柳沢慎吾セレクション あばよ!!（2007年10月3日） - 「横浜いれぶん」
- 硝子坂+シングルコレクション（2008年7月16日） - 「横浜いれぶん」
- 決定盤!!「歌謡ポップスの時代」ベスト（2008年10月8日） - 「横浜いれぶん」
- 横濱ノスタルジー 〜あの歌が聴こえる。ヨコハマ〜（2009年5月27日） - 「横浜いれぶん」